# Championnat d'Europe de football des moins de 19 ans 2009
Navigation
Euro 2008 Euro 2010
La phase finale du 58e Championnat d'Europe de football des moins de 19 ans se déroule du 21 juillet au 2 août 2009 en Ukraine. Les joueurs nés après le 1er janvier 1990 peuvent participer.
L'Ukraine remporte le titre en s'imposant en finale face à l'Angleterre sur le score de 2-0.

## Qualifications
Les qualifications se disputent sur deux tours, uniquement par groupes de 4 équipes. Chaque groupe se joue sur le terrain de l'une des quatre équipes, en tournoi toutes rondes simple. Le premier tour de qualification comprend 13 groupes (52 équipes), le second tour comprend 7 groupes (28 équipes).

### Premier tour de qualification
Le premier tour éliminatoire est disputé du 2 octobre au 27 novembre 2008. Les deux premiers de chaque groupe (26 équipes), ainsi que les deux meilleurs troisièmes repêchés en tenant compte des résultats contre les 2 premiers de leur groupe, se qualifient pour le second tour (Élite).
L'hôte de chaque groupe est indiqué en italique.

#### Groupe 1
| Rang | Équipe      | Pts | J | G | N | P | Bp | Bc | Diff |  | Résultats (▼ dom., ► ext.) |     |     |     |     |
| ---- | ----------- | --- | - | - | - | - | -- | -- | ---- |  | -------------------------- | --- | --- | --- | --- |
| 1    | Écosse      | 7   | 3 | 2 | 1 | 0 | 10 | 1  | +9   |  | Écosse                     |     | 1-0 | 1-1 | 8-0 |
| 2    | Hongrie     | 6   | 3 | 2 | 0 | 1 | 7  | 1  | +6   |  | Hongrie                    | 0-1 |     | 1-0 | 6-0 |
| 3    | Azerbaïdjan | 4   | 3 | 1 | 1 | 1 | 6  | 2  | +4   |  | Azerbaïdjan                | 1-1 | 0-1 |     | 5-0 |
| 4    | Saint-Marin | 0   | 3 | 0 | 0 | 3 | 0  | 19 | -19  |  | Saint-Marin                | 0-8 | 0-6 | 0-5 |     |

#### Groupe 2
| Rang | Équipe     | Pts | J | G | N | P | Bp | Bc | Diff |  | Résultats (▼ dom., ► ext.) |     |     |     |     |
| ---- | ---------- | --- | - | - | - | - | -- | -- | ---- |  | -------------------------- | --- | --- | --- | --- |
| 1    | Belgique   | 7   | 3 | 2 | 1 | 0 | 9  | 6  | +3   |  | Belgique                   |     | 5-0 | 2-2 | 2-1 |
| 2    | Estonie    | 6   | 3 | 2 | 0 | 1 | 6  | 7  | -1   |  | Estonie                    | 0-5 |     | 4-1 | 2-1 |
| 3    | Croatie    | 4   | 3 | 1 | 1 | 1 | 7  | 6  | +1   |  | Croatie                    | 2-2 | 1-4 |     | 4-0 |
| 4    | Kazakhstan | 0   | 3 | 0 | 0 | 3 | 2  | 8  | -6   |  | Kazakhstan                 | 1-2 | 1-2 | 0-4 |     |

#### Groupe 3
| Rang | Équipe   | Pts | J | G | N | P | Bp | Bc | Diff |  | Résultats (▼ dom., ► ext.) |     |     |     |     |
| ---- | -------- | --- | - | - | - | - | -- | -- | ---- |  | -------------------------- | --- | --- | --- | --- |
| 1    | Russie   | 9   | 3 | 3 | 0 | 0 | 5  | 0  | +5   |  | Russie                     |     | 2-0 | 1-0 | 2-0 |
| 2    | Lettonie | 4   | 3 | 1 | 1 | 1 | 3  | 4  | -1   |  | Lettonie                   | 0-2 |     | 2-2 | 1-0 |
| 3    | Italie   | 2   | 3 | 0 | 2 | 1 | 4  | 5  | -1   |  | Italie                     | 0-1 | 2-2 |     | 2-2 |
| 4    | Moldavie | 1   | 3 | 0 | 1 | 2 | 2  | 5  | -3   |  | Moldavie                   | 0-2 | 0-1 | 2-2 |     |

#### Groupe 4
| Rang | Équipe        | Pts | J | G | N | P | Bp | Bc | Diff |  | Résultats (▼ dom., ► ext.) |     |     |     |     |
| ---- | ------------- | --- | - | - | - | - | -- | -- | ---- |  | -------------------------- | --- | --- | --- | --- |
| 1    | France        | 9   | 3 | 3 | 0 | 0 | 9  | 0  | +9   |  | France                     |     | 2-0 | 3-0 | 4-0 |
| 2    | Irlande       | 6   | 3 | 2 | 0 | 1 | 3  | 2  | +1   |  | Irlande                    | 0-2 |     | 2-0 | 1-0 |
| 3    | Malte         | 1   | 3 | 0 | 1 | 2 | 1  | 6  | -5   |  | Malte                      | 0-3 | 0-2 |     | 1-1 |
| 4    | Liechtenstein | 1   | 3 | 0 | 1 | 2 | 1  | 6  | -5   |  | Liechtenstein              | 0-4 | 0-1 | 1-1 |     |

#### Groupe 5
| Rang | Équipe    | Pts | J | G | N | P | Bp | Bc | Diff |  | Résultats (▼ dom., ► ext.) |     |     |     |     |
| ---- | --------- | --- | - | - | - | - | -- | -- | ---- |  | -------------------------- | --- | --- | --- | --- |
| 1    | Norvège   | 6   | 3 | 2 | 0 | 1 | 5  | 3  | +2   |  | Norvège                    |     | 4-2 | 0-1 | 1-0 |
| 2    | Slovénie  | 6   | 3 | 2 | 0 | 1 | 7  | 6  | +1   |  | Slovénie                   | 2-4 |     | 2-0 | 3-2 |
| 3    | Slovaquie | 6   | 3 | 2 | 0 | 1 | 4  | 3  | +1   |  | Slovaquie                  | 1-0 | 0-2 |     | 3-1 |
| 4    | Arménie   | 0   | 3 | 0 | 0 | 3 | 3  | 7  | -4   |  | Arménie                    | 0-1 | 2-3 | 1-3 |     |

#### Groupe 6
| Rang | Équipe     | Pts | J | G | N | P | Bp | Bc | Diff |  | Résultats (▼ dom., ► ext.) |     |     |     |     |
| ---- | ---------- | --- | - | - | - | - | -- | -- | ---- |  | -------------------------- | --- | --- | --- | --- |
| 1    | Allemagne  | 9   | 3 | 3 | 0 | 0 | 10 | 1  | +9   |  | Allemagne                  |     | 2-1 | 5-0 | 3-0 |
| 2    | Pays-Bas   | 6   | 3 | 2 | 0 | 1 | 8  | 5  | +3   |  | Pays-Bas                   | 1-2 |     | 4-1 | 3-2 |
| 3    | Lituanie   | 3   | 3 | 1 | 0 | 2 | 4  | 9  | -5   |  | Lituanie                   | 0-5 | 1-4 |     | 3-0 |
| 4    | Luxembourg | 0   | 3 | 0 | 0 | 3 | 2  | 9  | -7   |  | Luxembourg                 | 0-3 | 2-3 | 0-3 |     |

#### Groupe 7
| Rang | Équipe   | Pts | J | G | N | P | Bp | Bc | Diff |  | Résultats (▼ dom., ► ext.) |     |     |     |     |
| ---- | -------- | --- | - | - | - | - | -- | -- | ---- |  | -------------------------- | --- | --- | --- | --- |
| 1    | Danemark | 5   | 3 | 1 | 2 | 0 | 4  | 3  | +1   |  | Danemark                   |     | 0-0 | 2-2 | 2-1 |
| 2    | Tchéquie | 5   | 3 | 1 | 2 | 0 | 2  | 1  | +1   |  | Tchéquie                   | 0-0 |     | 1-0 | 1-1 |
| 3    | Géorgie  | 2   | 3 | 0 | 2 | 1 | 2  | 3  | -1   |  | Géorgie                    | 2-2 | 0-1 |     | 0-0 |
| 4    | Chypre   | 2   | 3 | 0 | 2 | 1 | 2  | 3  | -1   |  | Chypre                     | 1-2 | 1-1 | 0-0 |     |

#### Groupe 8
| Rang | Équipe    | Pts | J | G | N | P | Bp | Bc | Diff |  | Résultats (▼ dom., ► ext.) |     |     |     |     |
| ---- | --------- | --- | - | - | - | - | -- | -- | ---- |  | -------------------------- | --- | --- | --- | --- |
| 1    | Suède     | 5   | 3 | 1 | 2 | 0 | 8  | 4  | +4   |  | Suède                      |     | 1-1 | 4-0 | 3-3 |
| 2    | Autriche  | 5   | 3 | 1 | 2 | 0 | 6  | 3  | +3   |  | Autriche                   | 1-1 |     | 2-2 | 3-0 |
| 3    | Macédoine | 4   | 3 | 1 | 1 | 1 | 3  | 6  | -3   |  | Macédoine                  | 0-4 | 2-2 |     | 1-0 |
| 4    | Islande   | 1   | 3 | 0 | 1 | 2 | 3  | 7  | -4   |  | Islande                    | 3-3 | 0-3 | 0-1 |     |

#### Groupe 9
| Rang | Équipe          | Pts | J | G | N | P | Bp | Bc | Diff |  | Résultats (▼ dom., ► ext.) |     |     |     |     |
| ---- | --------------- | --- | - | - | - | - | -- | -- | ---- |  | -------------------------- | --- | --- | --- | --- |
| 1    | Serbie          | 9   | 3 | 3 | 0 | 0 | 12 | 2  | +10  |  | Serbie                     |     | 4-1 | 3-1 | 5-0 |
| 2    | Angleterre      | 6   | 3 | 2 | 0 | 1 | 7  | 5  | +2   |  | Angleterre                 | 1-4 |     | 3-1 | 3-0 |
| 3    | Irlande du Nord | 3   | 3 | 1 | 0 | 2 | 4  | 7  | -3   |  | Irlande du Nord            | 1-3 | 1-3 |     | 2-1 |
| 4    | Albanie         | 0   | 3 | 0 | 0 | 3 | 1  | 10 | -9   |  | Albanie                    | 0-5 | 0-3 | 1-2 |     |

#### Groupe 10
| Rang | Équipe             | Pts | J | G | N | P | Bp | Bc | Diff |  | Résultats (▼ dom., ► ext.) |     |     |     |     |
| ---- | ------------------ | --- | - | - | - | - | -- | -- | ---- |  | -------------------------- | --- | --- | --- | --- |
| 1    | Grèce              | 6   | 3 | 2 | 0 | 1 | 4  | 2  | +2   |  | Grèce                      |     | 1-2 | 2-0 | 1-0 |
| 2    | Bosnie-Herzégovine | 5   | 3 | 1 | 2 | 0 | 4  | 3  | +1   |  | Bosnie-Herzégovine         | 2-1 |     | 2-2 | 0-0 |
| 3    | Pologne            | 4   | 3 | 1 | 1 | 1 | 4  | 5  | -1   |  | Pologne                    | 0-2 | 2-2 |     | 2-1 |
| 4    | Monténégro         | 1   | 3 | 0 | 1 | 2 | 1  | 3  | -2   |  | Monténégro                 | 0-1 | 0-0 | 1-2 |     |

#### Groupe 11
| Rang | Équipe         | Pts | J | G | N | P | Bp | Bc | Diff |  | Résultats (▼ dom., ► ext.) |     |     |     |     |
| ---- | -------------- | --- | - | - | - | - | -- | -- | ---- |  | -------------------------- | --- | --- | --- | --- |
| 1    | Turquie        | 9   | 3 | 3 | 0 | 0 | 9  | 1  | +8   |  | Turquie                    |     | 2-1 | 3-0 | 4-0 |
| 2    | Roumanie       | 6   | 3 | 2 | 0 | 1 | 6  | 4  | +2   |  | Roumanie                   | 1-2 |     | 3-2 | 2-0 |
| 3    | Pays de Galles | 3   | 3 | 1 | 0 | 2 | 8  | 6  | +2   |  | Pays de Galles             | 0-3 | 2-3 |     | 6-0 |
| 4    | Andorre        | 0   | 3 | 0 | 0 | 3 | 0  | 12 | -12  |  | Andorre                    | 0-4 | 0-2 | 0-6 |     |

#### Groupe 12
| Rang | Équipe   | Pts | J | G | N | P | Bp | Bc | Diff |  | Résultats (▼ dom., ► ext.) |     |     |     |     |
| ---- | -------- | --- | - | - | - | - | -- | -- | ---- |  | -------------------------- | --- | --- | --- | --- |
| 1    | Portugal | 7   | 3 | 2 | 1 | 0 | 6  | 1  | +5   |  | Portugal                   |     | 2-0 | 3-0 | 1-1 |
| 2    | Finlande | 6   | 3 | 2 | 0 | 1 | 5  | 4  | +1   |  | Finlande                   | 0-2 |     | 2-1 | 3-1 |
| 3    | Israël   | 3   | 3 | 1 | 0 | 2 | 4  | 6  | -2   |  | Israël                     | 0-3 | 1-2 |     | 3-1 |
| 4    | Bulgarie | 1   | 3 | 0 | 1 | 2 | 3  | 7  | -4   |  | Bulgarie                   | 1-1 | 1-3 | 1-3 |     |

#### Groupe 13
| Rang | Équipe      | Pts | J | G | N | P | Bp | Bc | Diff |  | Résultats (▼ dom., ► ext.) |     |     |     |     |
| ---- | ----------- | --- | - | - | - | - | -- | -- | ---- |  | -------------------------- | --- | --- | --- | --- |
| 1    | Espagne     | 6   | 3 | 2 | 0 | 1 | 9  | 2  | +7   |  | Espagne                    |     | 0-2 | 4-0 | 5-0 |
| 2    | Suisse      | 6   | 3 | 2 | 0 | 1 | 6  | 3  | +3   |  | Suisse                     | 2-0 |     | 1-2 | 3-1 |
| 3    | Biélorussie | 6   | 3 | 2 | 0 | 1 | 3  | 5  | -2   |  | Biélorussie                | 0-4 | 2-1 |     | 1-0 |
| 4    | Îles Féroé  | 0   | 3 | 0 | 0 | 3 | 1  | 9  | -8   |  | Îles Féroé                 | 0-5 | 1-3 | 0-1 |     |

#### Classement des troisièmes
Les deux meilleurs troisièmes sont repêchés pour le tour Élite (sont seulement pris en compte les résultats contre les deux premiers du groupe).
| Équipe          | Groupe | G | N | P | Bp | Bc | Diff | Pts |
| --------------- | ------ | - | - | - | -- | -- | ---- | --- |
| Slovaquie       | 5      | 2 | 0 | 1 | 4  | 3  | +1   | 6   |
| Biélorussie     | 13     | 2 | 0 | 1 | 3  | 5  | -2   | 6   |
| Azerbaïdjan     | 1      | 1 | 1 | 1 | 6  | 2  | +4   | 4   |
| Croatie         | 2      | 1 | 1 | 1 | 7  | 6  | +1   | 4   |
| Pologne         | 10     | 1 | 1 | 1 | 4  | 5  | −1   | 4   |
| Macédoine       | 8      | 1 | 1 | 1 | 4  | 6  | −2   | 4   |
| Pays de Galles  | 11     | 1 | 0 | 2 | 8  | 6  | +2   | 3   |
| Israël          | 12     | 1 | 0 | 2 | 4  | 6  | −2   | 3   |
| Irlande du Nord | 9      | 1 | 0 | 2 | 4  | 7  | −3   | 3   |
| Lituanie        | 6      | 1 | 0 | 2 | 4  | 9  | −5   | 3   |
| Italie          | 3      | 0 | 2 | 1 | 4  | 5  | −1   | 2   |
| Géorgie         | 7      | 0 | 2 | 1 | 2  | 3  | −1   | 2   |
| Malte           | 4      | 0 | 1 | 2 | 1  | 6  | −5   | 1   |

### Tour Élite
Le second tour concerne 28 équipes et se déroule du 12 mai au 10 juin 2009. Les sept vainqueurs de poule se qualifient pour la phase finale.
L'hôte de chaque groupe est indiqué en italique.

#### Groupe 1
| Rang | Équipe   | Pts | J | G | N | P | Bp | Bc | Diff |  | Résultats (▼ dom., ► ext.) |     |     |     |     |
| ---- | -------- | --- | - | - | - | - | -- | -- | ---- |  | -------------------------- | --- | --- | --- | --- |
| 1    | Serbie   | 7   | 3 | 2 | 1 | 0 | 5  | 1  | +4   |  | Serbie                     |     | 1-1 | 1-0 | 3-0 |
| 2    | Finlande | 4   | 3 | 1 | 1 | 1 | 4  | 3  | +1   |  | Finlande                   | 1-1 |     | 1-2 | 2-0 |
| 3    | Hongrie  | 3   | 3 | 1 | 0 | 2 | 4  | 5  | -1   |  | Hongrie                    | 0-1 | 2-1 |     | 2-3 |
| 4    | Autriche | 3   | 1 | 0 | 2 | 3 | 3  | 7  | -4   |  | Autriche                   | 0-3 | 0-2 | 3-2 |     |

#### Groupe 2
| Rang | Équipe      | Pts | J | G | N | P | Bp | Bc | Diff |  | Résultats (▼ dom., ► ext.) |     |     |     |     |
| ---- | ----------- | --- | - | - | - | - | -- | -- | ---- |  | -------------------------- | --- | --- | --- | --- |
| 1    | Slovénie    | 5   | 3 | 1 | 2 | 0 | 6  | 4  | +2   |  | Slovénie                   |     | 1-1 | 3-3 | 2-0 |
| 2    | Pays-Bas    | 5   | 3 | 1 | 2 | 0 | 3  | 2  | +1   |  | Pays-Bas                   | 1-1 |     | 2-1 | 0-0 |
| 3    | Russie      | 2   | 3 | 0 | 2 | 1 | 6  | 7  | -1   |  | Russie                     | 3-3 | 1-2 |     | 2-2 |
| 4    | Biélorussie | 2   | 0 | 2 | 1 | 3 | 2  | 4  | -2   |  | Biélorussie                | 0-2 | 0-0 | 2-2 |     |

#### Groupe 3
| Rang | Équipe   | Pts | J | G | N | P | Bp | Bc | Diff |  | Résultats (▼ dom., ► ext.) |     |     |     |     |
| ---- | -------- | --- | - | - | - | - | -- | -- | ---- |  | -------------------------- | --- | --- | --- | --- |
| 1    | Turquie  | 9   | 3 | 3 | 0 | 0 | 7  | 1  | +6   |  | Turquie                    |     | 4-0 | 1-0 | 2-1 |
| 2    | Portugal | 6   | 3 | 2 | 0 | 1 | 4  | 4  | 0    |  | Portugal                   | 0-4 |     | 3-0 | 1-0 |
| 3    | Danemark | 3   | 3 | 1 | 0 | 2 | 1  | 4  | -3   |  | Danemark                   | 0-1 | 0-3 |     | 1-0 |
| 4    | Grèce    | 0   | 0 | 0 | 3 | 3 | 1  | 4  | -3   |  | Grèce                      | 1-2 | 0-1 | 0-1 |     |

#### Groupe 4
| Rang | Équipe   | Pts | J | G | N | P | Bp | Bc | Diff |  | Résultats (▼ dom., ► ext.) |     |     |     |     |
| ---- | -------- | --- | - | - | - | - | -- | -- | ---- |  | -------------------------- | --- | --- | --- | --- |
| 1    | Suisse   | 7   | 3 | 2 | 1 | 0 | 10 | 3  | +7   |  | Suisse                     |     | 1-1 | 6-1 | 3-1 |
| 2    | Belgique | 7   | 3 | 2 | 1 | 0 | 7  | 1  | +6   |  | Belgique                   | 1-1 |     | 1-0 | 5-0 |
| 3    | Irlande  | 3   | 3 | 1 | 0 | 2 | 3  | 8  | -5   |  | Irlande                    | 1-6 | 0-1 |     | 2-1 |
| 4    | Suède    | 0   | 3 | 0 | 0 | 3 | 2  | 10 | -8   |  | Suède                      | 1-3 | 0-5 | 1-2 |     |

#### Groupe 5
| Rang | Équipe   | Pts | J | G | N | P | Bp | Bc | Diff |  | Résultats (▼ dom., ► ext.) |     |     |     |     |
| ---- | -------- | --- | - | - | - | - | -- | -- | ---- |  | -------------------------- | --- | --- | --- | --- |
| 1    | France   | 6   | 3 | 2 | 0 | 1 | 8  | 3  | +5   |  | France                     |     | 1-2 | 3-0 | 4-1 |
| 2    | Norvège  | 5   | 3 | 1 | 2 | 0 | 3  | 2  | +1   |  | Norvège                    | 2-1 |     | 1-1 | 0-0 |
| 3    | Roumanie | 4   | 3 | 1 | 1 | 1 | 3  | 4  | -1   |  | Roumanie                   | 0-3 | 1-1 |     | 2-0 |
| 4    | Lettonie | 1   | 3 | 0 | 1 | 2 | 1  | 6  | -5   |  | Lettonie                   | 1-4 | 0-0 | 0-2 |     |

#### Groupe 6
| Rang | Équipe             | Pts | J | G | N | P | Bp | Bc | Diff |  | Résultats (▼ dom., ► ext.) |     |     |     |     |
| ---- | ------------------ | --- | - | - | - | - | -- | -- | ---- |  | -------------------------- | --- | --- | --- | --- |
| 1    | Angleterre         | 9   | 3 | 3 | 0 | 0 | 8  | 2  | +6   |  | Angleterre                 |     | 2-1 | 2-1 | 2-0 |
| 2    | Écosse             | 6   | 3 | 2 | 0 | 1 | 6  | 3  | +3   |  | Écosse                     | 1-2 |     | 2-1 | 3-0 |
| 3    | Slovaquie          | 3   | 3 | 1 | 0 | 2 | 3  | 6  | -3   |  | Slovaquie                  | 1-2 | 1-2 |     | 1-0 |
| 4    | Bosnie-Herzégovine | 0   | 3 | 0 | 0 | 3 | 0  | 6  | -6   |  | Bosnie-Herzégovine         | 0-2 | 0-3 | 0-1 |     |

#### Groupe 7
| Rang | Équipe    | Pts | J | G | N | P | Bp | Bc | Diff |  | Résultats (▼ dom., ► ext.) |     |     |     |     |
| ---- | --------- | --- | - | - | - | - | -- | -- | ---- |  | -------------------------- | --- | --- | --- | --- |
| 1    | Espagne   | 9   | 3 | 3 | 0 | 0 | 9  | 1  | +8   |  | Espagne                    |     | 1-0 | 5-1 | 3-0 |
| 2    | Allemagne | 6   | 3 | 2 | 0 | 1 | 6  | 1  | +5   |  | Allemagne                  | 0-1 |     | 1-0 | 5-0 |
| 3    | Tchéquie  | 3   | 3 | 1 | 0 | 2 | 6  | 7  | -1   |  | Tchéquie                   | 1-5 | 0-1 |     | 5-1 |
| 4    | Estonie   | 0   | 3 | 0 | 0 | 3 | 1  | 13 | -12  |  | Estonie                    | 0-3 | 0-5 | 1-5 |     |

## Phase Finale
Le tournoi final se déroule du 21 juillet au 2 août 2009 en Ukraine (qualifiée d'office).

### Groupe A
| Rang | Équipe     | Pts | J | G | N | P | Bp | Bc | Diff |
| ---- | ---------- | --- | - | - | - | - | -- | -- | ---- |
| 1    | Angleterre | 5   | 3 | 1 | 2 | 0 | 10 | 4  | +6   |
| 2    | Ukraine    | 5   | 3 | 1 | 2 | 0 | 3  | 2  | +1   |
| 3    | Suisse     | 4   | 3 | 1 | 1 | 1 | 3  | 3  | 0    |
| 4    | Slovénie   | 1   | 3 | 0 | 1 | 2 | 2  | 9  | -7   |

#### 1rejournée
| 21 juillet 2009 16h00 (CEST) | Angleterre  | 1 - 1 | Suisse         | Stade Metalurg, Donetsk  |                          |
|                              | Mattock 34e |       | Wüthrich 90+2e | Arbitrage : Manuel Gräfe | Arbitrage : Manuel Gräfe |
|                              | Rapport     |       |                | Arbitrage : Manuel Gräfe | Arbitrage : Manuel Gräfe |

| 21 juillet 2009 18h00 (CEST) | Ukraine | 0 - 0 | Slovénie  | Stade Lokomotiv, Donetsk |                       |
|                              |         |       | Jović 76e | Arbitrage : Jiri Jech    | Arbitrage : Jiri Jech |
|                              | Rapport |       |           | Arbitrage : Jiri Jech    | Arbitrage : Jiri Jech |

#### 2ejournée
| 24 juillet 2009 16h00 (CEST) | Slovénie                 | 1 - 2 | Suisse                   | Stade Metalurg, Donetsk         |                                 |
|                              | Fink 66e · Lazarević 75e |       | Pasche 78e · Mustafi 85e | Arbitrage : Ovidiu Alin Hategan | Arbitrage : Ovidiu Alin Hategan |
|                              | Rapport                  |       |                          | Arbitrage : Ovidiu Alin Hategan | Arbitrage : Ovidiu Alin Hategan |

| 24 juillet 2009 18h00 (CEST) | Ukraine        | 2 - 2 | Angleterre                       | Stade Lokomotiv, Donetsk |                         |
|                              | Petrov 2e, 61e |       | Lansbury 25e (Pen) · Gosling 51e | Arbitrage : Bas Nijhuis  | Arbitrage : Bas Nijhuis |
|                              | Rapport        |       |                                  | Arbitrage : Bas Nijhuis  | Arbitrage : Bas Nijhuis |

#### 3ejournée
| 27 juillet 2009 18h00 (CEST) | Suisse  | 0 - 1 | Ukraine                   | Stade Lokomotiv, Donetsk |                        |
|                              |         |       | Rybalka 85e · Kaverin 45e | Arbitrage : Istvan Vad   | Arbitrage : Istvan Vad |
|                              | Rapport |       |                           | Arbitrage : Istvan Vad   | Arbitrage : Istvan Vad |

| 27 juillet 2009 18h00 (CEST) | Slovénie                 | 1 - 7 | Angleterre                                                                      | Stade Metalurg, Donetsk        |                                |
|                              | Jović 36e · Dimitrov 50e |       | Lansbury 10e · Briggs 19e · Welbeck 25e, 32e · Delfouneso 38e, 70e · Ranger 74e | Arbitrage : Jérôme Efong Nzolo | Arbitrage : Jérôme Efong Nzolo |
|                              | Rapport                  |       |                                                                                 | Arbitrage : Jérôme Efong Nzolo | Arbitrage : Jérôme Efong Nzolo |

### Groupe B
| Rang | Équipe  | Pts | J | G | N | P | Bp | Bc | Diff |
| ---- | ------- | --- | - | - | - | - | -- | -- | ---- |
| 1    | Serbie  | 7   | 3 | 2 | 1 | 0 | 4  | 2  | +2   |
| 2    | France  | 5   | 3 | 1 | 2 | 0 | 3  | 2  | +1   |
| 3    | Espagne | 3   | 3 | 1 | 0 | 2 | 3  | 4  | -1   |
| 4    | Turquie | 1   | 3 | 0 | 1 | 2 | 2  | 4  | -2   |

#### 1rejournée
| 21 juillet 2009 17h00 (CEST) | France      | 1 - 1 | Serbie      | Stade Zakhidnyi, Marioupol |                        |
|                              | Brahimi 40e |       | Aleksić 44e | Arbitrage : Istvan Vad     | Arbitrage : Istvan Vad |
|                              | Rapport     |       |             | Arbitrage : Istvan Vad     | Arbitrage : Istvan Vad |

| 21 juillet 2009 19h30 (CEST) | Turquie      | 1 - 2 | Espagne                       | Stade Illichivets, Marioupol    |                                 |
|                              | Albayrak 12e |       | Falqué 49e (Pen) · Joselu 51e | Arbitrage : Ovidiu Alin Hategan | Arbitrage : Ovidiu Alin Hategan |
|                              | Rapport      |       |                               | Arbitrage : Ovidiu Alin Hategan | Arbitrage : Ovidiu Alin Hategan |

#### 2ejournée
| 24 juillet 2009 15h30 (CEST) | France      | 1 - 1 | Turquie      | Stade Zakhidnyi, Marioupol     |                                |
|                              | N'Diaye 90e |       | Yıldırım 64e | Arbitrage : Jérôme Efong Nzolo | Arbitrage : Jérôme Efong Nzolo |
|                              | Rapport     |       |              | Arbitrage : Jérôme Efong Nzolo | Arbitrage : Jérôme Efong Nzolo |

| 24 juillet 2009 17h30 (CEST) | Serbie             | 2 - 1 | Espagne   | Stade Illichivets, Marioupol |                       |
|                              | Milanović 36e, 51e |       | Joselu 6e | Arbitrage : Jiri Jech        | Arbitrage : Jiri Jech |
|                              | Rapport            |       |           | Arbitrage : Jiri Jech        | Arbitrage : Jiri Jech |

#### 3ejournée
| 27 juillet 2009 16h00 (CEST) | Espagne   | 0 - 1 | France      | Stade Illichivets, Marioupol |                          |
|                              | Oriol 87e |       | Brahimi 27e | Arbitrage : Manuel Gräfe     | Arbitrage : Manuel Gräfe |
|                              | Rapport   |       |             | Arbitrage : Manuel Gräfe     | Arbitrage : Manuel Gräfe |

| 27 juillet 2009 16h00 (CEST) | Serbie      | 1 - 0 | Turquie    | Stade Zakhidnyi, Marioupol |                         |
|                              | Aleksić 17e |       | Şimşek 68e | Arbitrage : Bas Nijhuis    | Arbitrage : Bas Nijhuis |
|                              | Rapport     |       |            | Arbitrage : Bas Nijhuis    | Arbitrage : Bas Nijhuis |

### Demi-finales
| 30 juillet 2009 16h30 (CEST) | Angleterre                          | 3 – 1 a. p. | France                                                     | Stade Lokomotiv, Donetsk |                         |
|                              | Lansbury 37e · Delfouneso 92e, 104e |             | Gueye 8e · Corchia 71e · El Kaoutari 118e · Boudebouz 119e | Arbitrage : Bas Nijhuis  | Arbitrage : Bas Nijhuis |
|                              | Rapport                             |             |                                                            | Arbitrage : Bas Nijhuis  | Arbitrage : Bas Nijhuis |

| 30 juillet 2009 19h00 (CEST) | Serbie      | 1 - 3 | Ukraine                        | Stade Illichivets, Marioupol                  |                                               |
|                              | Aleksić 22e |       | Shakhov 1re · Garmash 38e, 85e | Spectateurs : 12 600 Arbitrage : Manuel Gräfe | Spectateurs : 12 600 Arbitrage : Manuel Gräfe |
|                              | Rapport     |       |                                | Spectateurs : 12 600 Arbitrage : Manuel Gräfe | Spectateurs : 12 600 Arbitrage : Manuel Gräfe |

### Finale
| 2 août 2009 15h30 (CEST) | Angleterre | 0 – 2 | Ukraine                    | Stade Lokomotiv, Donetsk                   |                                            |
|                          |            |       | Garmash 5e · Korkishko 50e | Spectateurs : 25 000 Arbitrage : Jiri Jech | Spectateurs : 25 000 Arbitrage : Jiri Jech |
|                          | Rapport    |       |                            | Spectateurs : 25 000 Arbitrage : Jiri Jech | Spectateurs : 25 000 Arbitrage : Jiri Jech |

## Lauréat
| Vainqueur Championnat d'Europe de football des moins de 19 ans Ukraine 1er titre |